# Невська сільська рада

Невська сільська рада — колишній орган місцевого самоврядування у Кремінському районі Луганської області з адміністративним центром у с. Невське.

## Загальні відомості
Історична дата утворення: в 1963 році. Водоймища на території, підпорядкованій даній раді: річка Жеребець.

## Населені пункти
Сільській раді підпорядковані населені пункти:
- с. Невське
- с. Новолюбівка

## Склад ради
Рада складається з 14 депутатів та голови.

### Керівний склад ради
| ПІБ                         | Основні відомості                                                             | Дата обрання | Дата звільнення |
| --------------------------- | ----------------------------------------------------------------------------- | ------------ | --------------- |
| Ладиченко Жаннетта Іванівна | Сільський голова, 1960 року народження, освіта, позапартійна                  | 26.03.2006   | 31.10.2010      |
| Зозуля Віктор Володимирович | Сільський голова, 1974 року народження, освіта середня загальна, безпартійний | 31.10.2010   |                 |

Примітка: таблиця складена за даними джерела